# Округ Браун (Минесота)
Округ Браун (енгл. Brown County) је округ у америчкој савезној држави Минесота.

## Демографија
По попису из 2010. године број становника је 25.893, што је 1.018 (-3,8%) становника мање него 2000. године.
| Група             | 2000.          | 2010.          |
| Белци             | 26.080 (96,9%) | 24.662 (95,2%) |
| Афроамериканци    | 27 (0,1%)      | 61 (0,2%)      |
| Азијати           | 111 (0,4%)     | 153 (0,6%)     |
| Хиспаноамериканци | 545 (2,0%)     | 860 (3,3%)     |
| Укупно            | 26.911         | 25.893         |